# Premio Alfaguara
De Premio Alfaguara (voluit: Premio Alfaguara de Novela) is een Spaanse internationale literatuurprijs, die wordt toegekend voor oorspronkelijke en in het Spaans geschreven romans.

## Beschrijving
De Premio Alfaguara werd in 1965 ingesteld door de in Madrid gevestigde internationale uitgeverij Editorial Alfaguara. De prijs, waaraan toentertijd een geldbedrag van 200.000 peseta's was verbonden, bleek veel belangstelling te genereren. Hij werd aanvankelijk vrijwel jaarlijks verleend, tot hij in 1972 vanwege de censuur onder het Franco-regime officieel werd afgeschaft. Desondanks werden pogingen ondernomen om de Premio Alfaguara toch toe te kennen, maar vanwege het ondergrondse karakter daarvan werden die niet of nauwelijks opgemerkt.
In 1998 werd de prijs door Editorial Alfaguara nieuw leven ingeblazen. Mede vanwege het eraan verbonden geldbedrag - in 2008: 175.000 dollar - wordt hij sindsdien weer als een belangrijke literatuurprijs beschouwd. Onderdeel van de Premio Alfaguara is ook, dat het bekroonde werk in een twintigtal Spaanstalige landen wordt gepubliceerd. De prijs wordt onder Spaanstalige auteurs dan ook als begerenswaardig beschouwd: in 2006 bijvoorbeeld werden meer dan vijfhonderd manuscripten ingestuurd, waarvan ongeveer twee derde door schrijvers uit Latijns-Amerika.

## Winnaars
| Jaar      | Winnaar                   | Land                     | Boek                           |
| --------- | ------------------------- | ------------------------ | ------------------------------ |
| 1965      | Jesús Torbado             | Spanje                   | Las corrupciones               |
| 1966      | Manuel Vicent             | Spanje                   | Pascua y naranjas              |
| 1967      | Héctor Vázquez-Azpiri     | Spanje                   | Fauna                          |
| 1968      | Daniel Sueiro             | Spanje                   | Corte de corteza               |
| 1969      | Niet uitgereikt           | Niet uitgereikt          | Niet uitgereikt                |
| 1970      | Carlos Droguett           | Chili                    | Todas esas muertes             |
| 1971      | Luis Berenguer            | Spanje                   | Leña verde                     |
| 1972      | Alfonso Grosso            | Spanje                   | Florido mayo                   |
| 1973-1997 | Niet officieel toegekend  | Niet officieel toegekend | Niet officieel toegekend       |
| 1998      | Eliseo Alberto            | Cuba                     | Caracol Beach                  |
| 1998      | Sergio Ramírez            | Nicaragua                | Margarita, está linda la mar   |
| 1999      | Manuel Vicent             | Spanje                   | Son de mar                     |
| 2000      | Clara Sánchez             | Spanje                   | Últimas noticias del paraíso   |
| 2001      | Elena Poniatowska         | Mexico                   | La piel del cielo              |
| 2002      | Tomás Eloy Martínez       | Argentinië               | El vuelo de la reina           |
| 2003      | Xavier Velasco            | Mexico                   | Diablo guardián                |
| 2004      | Laura Restrepo            | Colombia                 | Delirio                        |
| 2005      | Graciela Montes Ema Wolf  | Argentinië               | El turno del escriba           |
| 2006      | Santiago Roncagliolo      | Peru                     | Abril rojo                     |
| 2007      | Luis Leante               | Spanje                   | Mira si yo te querré           |
| 2008      | Antonio Orlando Rodríguez | Cuba                     | Chiquita                       |
| 2009      | Andrés Neuman             | Spanje/Argentinië        | El viajero del siglo           |
| 2010      | Hernán Rivera Letelier    | Chili                    | El arte de la resurección      |
| 2011      | Juan Gabriel Vásquez      | Colombia                 | El ruido de las cosas al caer  |
| 2012      | Leopoldo Brizuela         | Argentinië               | Una misma noche                |
| 2013      | José Ovejero              | Spanje                   | La invención del amor          |
| 2014      | Jorge Franco              | Colombia                 | El mundo de afuera             |
| 2015      | Carla Guelfenbein         | Chili                    | Contigo en la distancia        |
| 2016      | Eduardo Sacheri           | Argentinië               | La noche de la Usina           |
| 2017      | Ray Loriga                | Spanje                   | Rendición                      |
| 2018      | Jorge Volpi               | Mexico                   | Una novela criminal            |
| 2019      | Patricio Pron             | Argentinië               | Mañana tendremos otros nombres |
| 2020      | Guillermo Arriaga         | Mexico                   | Salvar el fuego                |
| 2021      | Pilar Quintana            | Colombia                 | Los abismos                    |